# Fútbol en los Juegos del Pacífico Sur de 1983
El fútbol fue uno de los deportes disputados en los Juegos del Pacífico Sur 1983, realizados en Samoa Occidental, actualmente conocida como Samoa.
Serían 12 las naciones participantes, pero las Islas Marianas del Norte se retiró del campeonato, lo que significó que 11 seleccionados afrontaron la competición.
Tahití obtuvo su cuarta medalla dorada en la historia de la competencia, tras vencer a Fiyi en la final, país al que también había superado la edición anterior. La presea de bronce la obtuvo Nueva Caledonia que le ganó 2-1 a Papúa Nueva Guinea el partido por el tercer puesto.

## Participantes
| Equipos participantes | Equipos participantes | Equipos participantes | Equipos participantes | Equipos participantes | Equipos participantes                |
| --------------------- | --------------------- | --------------------- | --------------------- | --------------------- | ------------------------------------ |
| Fiyi                  | Islas Salomón         | Niue                  | N. Caledonia          | P. N. Guinea          | Samoa                                |
| Samoa Am.             | Tahití                | Tonga                 | Wallis y Futuna       | Vanuatu               | Islas Marianas del Norte (se retiró) |

## Resultados

### Primera ronda

#### Grupo A
| Equipo          | Pts | PJ | PG | PE | PP | GF | GC | Dif |
| --------------- | --- | -- | -- | -- | -- | -- | -- | --- |
| Wallis y Futuna | 4   | 3  | 2  | 0  | 1  | 5  | 4  | 1   |
| Samoa           | 3   | 3  | 1  | 1  | 1  | 7  | 6  | 1   |
| Tonga           | 3   | 3  | 1  | 1  | 1  | 6  | 8  | -2  |
| Samoa Americana | 2   | 3  | 1  | 0  | 2  | 6  | 6  | 0   |

| Fecha      | Lugar |                 |                              | Resultado |                              |                 |
| ---------- | ----- | --------------- | ---------------------------- | --------- | ---------------------------- | --------------- |
| Septiembre | Apia  | Samoa           | Bandera de Samoa             | 3:1       | Bandera de Samoa Americana   | Samoa Americana |
| Septiembre | Apia  | Samoa           | Bandera de Samoa             | 3:3       | Bandera de Tonga             | Tonga           |
| Septiembre | Apia  | Tonga           | Bandera de Tonga             | 3:2       | Bandera de Samoa Americana   | Samoa Americana |
| Septiembre | Apia  | Wallis y Futuna | Bandera de Wallis and Futuna | 0:3       | Bandera de Samoa Americana   | Samoa Americana |
| Septiembre | Apia  | Wallis y Futuna | Bandera de Wallis and Futuna | 3:0       | Bandera de Tonga             | Tonga           |
| Septiembre | Apia  | Samoa           | Bandera de Samoa             | 1:2       | Bandera de Wallis and Futuna | Wallis y Futuna |

#### Grupo B
| Equipo                   | Pts       | PJ        | PG        | PE        | PP        | GF        | GC        | Dif       |
| ------------------------ | --------- | --------- | --------- | --------- | --------- | --------- | --------- | --------- |
| Tahití                   | 4         | 2         | 2         | 0         | 0         | 16        | 1         | 15        |
| Papúa Nueva Guinea       | 2         | 2         | 1         | 0         | 1         | 20        | 2         | 18        |
| Niue                     | 0         | 2         | 0         | 0         | 2         | 0         | 33        | -33       |
| Islas Marianas del Norte | Se Retiró | Se Retiró | Se Retiró | Se Retiró | Se Retiró | Se Retiró | Se Retiró | Se Retiró |

| Fecha      | Lugar |                          |                                     | Resultado |                                     |                          |
| ---------- | ----- | ------------------------ | ----------------------------------- | --------- | ----------------------------------- | ------------------------ |
| Septiembre | Apia  | Tahití                   | Bandera de Polinesia Francesa       | 14:0      | Bandera de Niue                     | Niue                     |
| Septiembre | Apia  | Islas Marianas del Norte | Bandera de Islas Marianas del Norte | Cancelado | Bandera de Papúa Nueva Guinea       | Papúa Nueva Guinea       |
| Septiembre | Apia  | Papúa Nueva Guinea       | Bandera de Papúa Nueva Guinea       | 19:0      | Bandera de Niue                     | Niue                     |
| Septiembre | Apia  | Tahití                   | Bandera de Polinesia Francesa       | Cancelado | Bandera de Islas Marianas del Norte | Islas Marianas del Norte |
| Septiembre | Apia  | Papúa Nueva Guinea       | Bandera de Papúa Nueva Guinea       | 1:2       | Bandera de Polinesia Francesa       | Tahití                   |
| Septiembre | Apia  | Niue                     | Bandera de Niue                     | Cancelado | Bandera de Islas Marianas del Norte | Islas Marianas del Norte |

#### Grupo C
| Equipo          | Pts | PJ | PG | PE | PP | GF | GC | Dif |
| --------------- | --- | -- | -- | -- | -- | -- | -- | --- |
| Fiyi            | 6   | 3  | 3  | 0  | 0  | 21 | 1  | 20  |
| Nueva Caledonia | 4   | 3  | 2  | 0  | 1  | 8  | 7  | 1   |
| Islas Salomón   | 2   | 3  | 1  | 0  | 2  | 10 | 11 | -1  |
| Vanuatu         | 0   | 3  | 0  | 0  | 3  | 2  | 22 | -20 |

| Fecha      | Lugar |                 |                            | Resultado |                            |                 |
| ---------- | ----- | --------------- | -------------------------- | --------- | -------------------------- | --------------- |
| Septiembre | Apia  | Fiyi            | Bandera de Fiyi            | 10:0      | Bandera de Islas Salomón   | Islas Salomón   |
| Septiembre | Apia  | Nueva Caledonia | Bandera de Nueva Caledonia | 6:2       | Bandera de Vanuatu         | Vanuatu         |
| Septiembre | Apia  | Fiyi            | Bandera de Fiyi            | 6:0       | Bandera de Vanuatu         | Vanuatu         |
| Septiembre | Apia  | Nueva Caledonia | Bandera de Nueva Caledonia | 1:0       | Bandera de Islas Salomón   | Islas Salomón   |
| Septiembre | Apia  | Fiyi            | Bandera de Fiyi            | 5:1       | Bandera de Nueva Caledonia | Nueva Caledonia |
| Septiembre | Apia  | Islas Salomón   | Bandera de Islas Salomón   | 10:0      | Bandera de Vanuatu         | Vanuatu         |

### Segunda ronda

#### Cuartos de final
| Fecha      | Lugar |                    |                               | Resultado |                               |                 |
| ---------- | ----- | ------------------ | ----------------------------- | --------- | ----------------------------- | --------------- |
| Septiembre | Apia  | Samoa              | Bandera de Samoa              | 0:2       | Bandera de Polinesia Francesa | Tahití          |
| Septiembre | Apia  | Papúa Nueva Guinea | Bandera de Papúa Nueva Guinea | 0:2       | Bandera de Fiyi               | Fiyi            |
| Septiembre | Apia  | Nueva Caledonia    | Bandera de Nueva Caledonia    | 4:0       | Bandera de Francia            | Wallis y Futuna |

#### Semifinales
| Fecha      | Lugar |        |                               | Resultado |                               |                    |
| ---------- | ----- | ------ | ----------------------------- | --------- | ----------------------------- | ------------------ |
| Septiembre | Apia  | Tahití | Bandera de Polinesia Francesa | 6:1       | Bandera de Papúa Nueva Guinea | Papúa Nueva Guinea |
| Septiembre | Apia  | Fiyi   | Bandera de Fiyi               | 3:2       | Bandera de Nueva Caledonia    | Nueva Caledonia    |

#### Medalla de bronce
| Fecha      | Lugar |                    |                               | Resultado |                            |                 |
| ---------- | ----- | ------------------ | ----------------------------- | --------- | -------------------------- | --------------- |
| Septiembre | Apia  | Papúa Nueva Guinea | Bandera de Papúa Nueva Guinea | 1:2       | Bandera de Nueva Caledonia | Nueva Caledonia |

#### Final
| Fecha      | Lugar |      |                 | Resultado |                               |        |
| ---------- | ----- | ---- | --------------- | --------- | ----------------------------- | ------ |
| Septiembre | Apia  | Fiyi | Bandera de Fiyi | 0:1       | Bandera de Polinesia Francesa | Tahití |

| Bandera de Polinesia Francesa |
| Campeón Tahití                |
| Cuarto título                 |